# 오윤후
오윤후(吳允候)는 고려 후기의 문신이며, 시호는 문간(文簡)이다. 본관은 동복(同福)이고, 할아버지는 오선(吳璿), 아버지는 개성부좌윤 문명공 오천(吳蕆)이다.

## 활동사항
오윤후은 고려후기에 전객시(典客寺) 판사(判事)를 역임하였다.

## 가족관계
고조부-오대승(고려 문하시중)
- 증조부-오광찰(호위대장군)
  - 조부-오선(찬성사)
  - 조모-부인 안강안씨(부;안부-정용별장)
    - 부-오천(삼사좌윤)
    - 모- 복천권씨
    - 모- 은풍오씨
      - 형-오윤백(상서)
      - 형수-전주이씨
        - 조카-오종산(진사),오중산(현감),오언(밀직사)

      - 본인-오윤후(판전)
        - 자-오경(재신),오식(수문전대제학),오순(훈의대부)
        - 사위-남대번(우사윤)-정선공주(태종 이방원의 4째공주)의 시 증숙조부
        - 사위-나천서(문하시중)
        - 서손-강철석(상서)

      - 매제-성군미
        - 자-성여완(고려 문하시중)-정희왕후(수양대군(세종 2남)의 정비)의 부(윤번)의 조부

    - 백부-오잠(찬성사)
    - 백모-이천신씨(공민왕의 생모인 명덕태후(明德太后)의 고종사촌)
    - 숙부-오연(승지)
    - 숙부-오연(소윤)
    - 고모부-류청신(문하시중)

## 참고자료
한국학중앙연구원 - 향토문화전자대전